# The Kingsmen
The Kingsmen — гаражная рок-группа из Портленда, Орегон, одни из первых представителей направления, сыгравшие значительную роль в формировании стиля в 1960-х. Их наиболее влиятельной записью считается «Louie Louie» — самая известная кавер-версия (1963 г.) песни Ричарда Берри 1956 г., благодаря которой «Louie Louie» и стала рок-стандартом.

## Состав
- Майк Митчелл (англ. Mike Mitchell †) — с 1959 по 2021 год.
- Линн Истон (англ. Lynn Easton) — 1959-1967
- Джек Эли (англ. Jack Ely) — 1959-1963
- Боб Нордби (англ. Bob Nordby) — 1959-1963
- Дон Галлуччи (англ. Don Gallucci) — 1962-1963
- Гэри Эбботт (англ. Gary Abbott) — 1962-1963
- Норм Сэндхолм (англ. Norm Sundholm) — 1963-1967
- Дик Петерсон (англ. Dick Peterson) — с 1963 по настоящее время
- Барри Кёртис (англ. Barry Curtis) — 1963-2005
- Кэрри Мэгнесс (англ. Kerry Magness) — 1966-1967
- Джей Си Рейк (англ. J.C. Reick) — 1966-1967
- Тёрли Ричардс (англ. Turley Richards) — 1967
- Пит Борг (англ. Pete Borg) — 1967
- Джефф Билс (англ. Jeff Beals) — 1967-1968
- Стив Фридсон (англ. Steve Friedson) — 1967-1973
- Фред Деннис (англ. Fred Dennis) — 1972-1984
- Энди Парипа (англ. Andy Parypa) — 1982-1984
- Ким Никлос (англ. Kim Nicklaus) — 1982-1984
- Марк Уиллетт (англ. Marc Willett) — 1984-1992
- Стив Петерсон (англ. Steve Peterson) — с 1988 по настоящее время
- Тодд Макферсон (англ. Todd McPherson) — с 1992 по настоящее время

## Дискография

### LP
- The Kingsmen in Person (Wand, 1963) (#20) (*)
- The Kingsmen, Vol. 2  (Sundazed, 1964) (#15) (*)
- How to Stuff a Wild Bikini [Original Soundtrack] (Wand, 1965)
- The Kingsmen, Vol. 3 (#22) (*)
- The Kingsmen on Campus  (Wand, 1965) (*)
- Up and Away (Wand, 1966)
- A Quarter To Three (Picc-A-Dilly, 1980)
- Ya-Ya (Picc-A-Dilly, 1980)
- House Party (Picc-A-Dilly, 1980)

(*) Эти диски были переизданы в 1993 г. Sundazed c ремастерингом и бонус-треками.

### Редкие и концертные записи
- Live And Unreleased (Jerden, 1992)

Редкие записи 1963 г.
- Since We’ve Been Gone (Sundazed, 1994)

Редкие записи 1967 г.
- Plugged (Kingsmen CD #1, 1995)

С концертов 1988 и 1994 г.
- Garage Sale (Louie Louie Records, 2003)

С концертов 2002 г.

### Сборники
- 15 Great Hits (Wand, 1966) (#87)
- Greatest Hits (Wand, 1966)
- The Best of the Kingsmen Scepter/Citation Series, 1972)
- The Best of the Kingsmen (Rhino RNLP, 1985)
- Rock & Roll — Kingsmen (Starday, 1985)

Единственный сборник The Kingsmen, куда не была включена «Louie Louie».
- Louie Louie — The Kingsmen (Prime Cuts, 1986)
- 12 Greatest (Golden Circle, 198?)
- Louie, Louie (Golden Circle, 1987)
- The Jolly Green Giant (Richmond, 1988)
- Louie Louie (Highland Music/Richmond, 1988)
- The Best of the Kingsmen (Rhino, 1989)

Дополненное переиздание сборника 1985 г.
- Louie Louie and More Golden Classics (Collectables, 1991)
- 20 Greats (Highland Music/Festival, 1991)
- The World of the Kingsmen/Louie Louie (Trace, 1992)
- The Best of the Kingsmen (Laserlight/Delta, 1995)
- The Very Best of the Kingsmen (Varese Sarabande/Varese Vintage, 1998)
- The Kingsmen’s Greatest Hits (K-tel, 1998)
- Louie Louie: The Very Best of the Kingsmen (Collectables, 1999)
- The Kingsmen — America’s Premier 60s Garage Band (Edel America, 2000)